# Fåborggade
Fåborggade er en gade beliggende på Østerbro i København. Gaden ligger mellem Strandboulevarden og Vordingborggade.

## Baggrund og navngivning
Fåborggade er opkaldt efter den sydfynske købstad Fåborg og følger dermed Østerbros navnetradition med at hylde byer uden for hovedstaden. Gaden blev anlagt omkring 1900.

## Bebyggelse
Mellem Fåborggade og Svendborggade ligger et markant bygningskompleks, der blev opført i 1954 for Mødrehjælpen. Komplekset er tegnet af den anerkendte danske arkitekt Kay Fisker (1893–1965).